# Cordillère américaine
 (janvier 2015).
Si vous disposez d'ouvrages ou d'articles de référence ou si vous connaissez des sites web de qualité traitant du thème abordé ici, merci de compléter l'article en donnant les références utiles à sa vérifiabilité et en les liant à la section « Notes et références ».
La cordillère américaine est un enchaînement montagneux quasi-ininterrompu qui constitue l'épine dorsale occidentale des Amériques jusqu'en Antarctique ainsi que de l'arc volcanique formant la moitié orientale de la ceinture de feu du Pacifique.
Du nord au sud, elle commence par la chaîne Brooks et la chaîne d'Alaska puis se poursuit au Canada à travers le Yukon et les Territoires du Nord-Ouest par les monts Mackenzie tandis que côté Pacifique elle est constituée par la chaîne Saint-Élie dont le versant ouest occupe une partie de l'Alaska côtier l'autre étant orienté à l'ouest du Yukon. Ces deux formations traversent ensuite la Colombie-Britannique, l'une constituant à l'intérieur des terres la chaîne principale des montagnes Rocheuses, doublée de la chaîne Columbia, et l'autre formant à l'ouest les chaînes côtières du Pacifique.
Aux États-Unis, elle inclut le tronc entier des Rocheuses d'une part, les Cascades et la sierra Nevada d'autre part, auxquelles  s'ajoutent les chaînes côtières des États de Washington, de l'Oregon et de la Californie. Au Mexique, elle devient la sierra Madre orientale et la sierra Madre occidentale ainsi que les montagnes dorsales de la péninsule de Basse-Californie. Plus au sud, la sierra Madre del Sur assure sur la côte occidentale la continuité du système, tandis qu'au centre c'est la sierra Madre de Oaxaca qui joue ce rôle.
La cordillère se poursuit en Amérique centrale par la sierra Madre de Chiapas au Guatemala, Salvador et Honduras, puis par une succession de chaînes plus courtes à travers le Nicaragua, le Costa Rica (dont la cordillère de Talamanca et la cordillère Centrale) et le Panama. En Amérique du Sud, elle devient la cordillère des Andes. Cette dernière avec ses chaînes parallèles (essentiellement les cordillères Orientale, Centrale et Occidentale), continue à travers le Venezuela, la Colombie, l'Équateur, le Pérou, la Bolivie, le Chili (où elle inclut les îles côtières) et l'Argentine pour atteindre la Terre de Feu (Andes fuégiennes, dont la cordillère Darwin). Elle se poursuit par la chaîne de Géorgie du Sud et les îles Shetland du Sud à travers l'océan Atlantique sud jusqu'aux montagnes de la terre de Graham.
Cette vaste cordillère culmine en Argentine à 6 962 mètres d'altitude à l'Aconcagua.

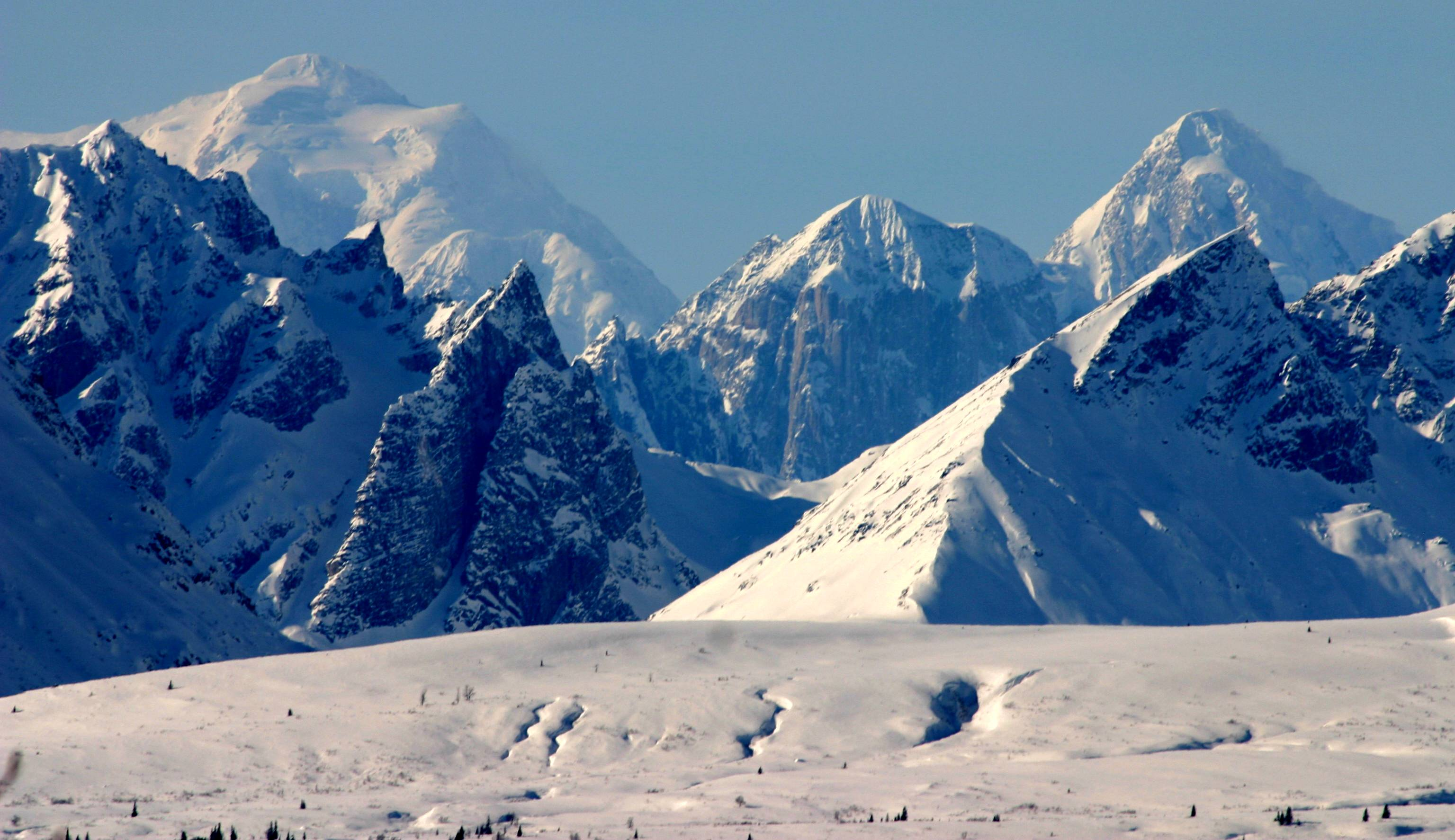
Chaîne d'Alaska
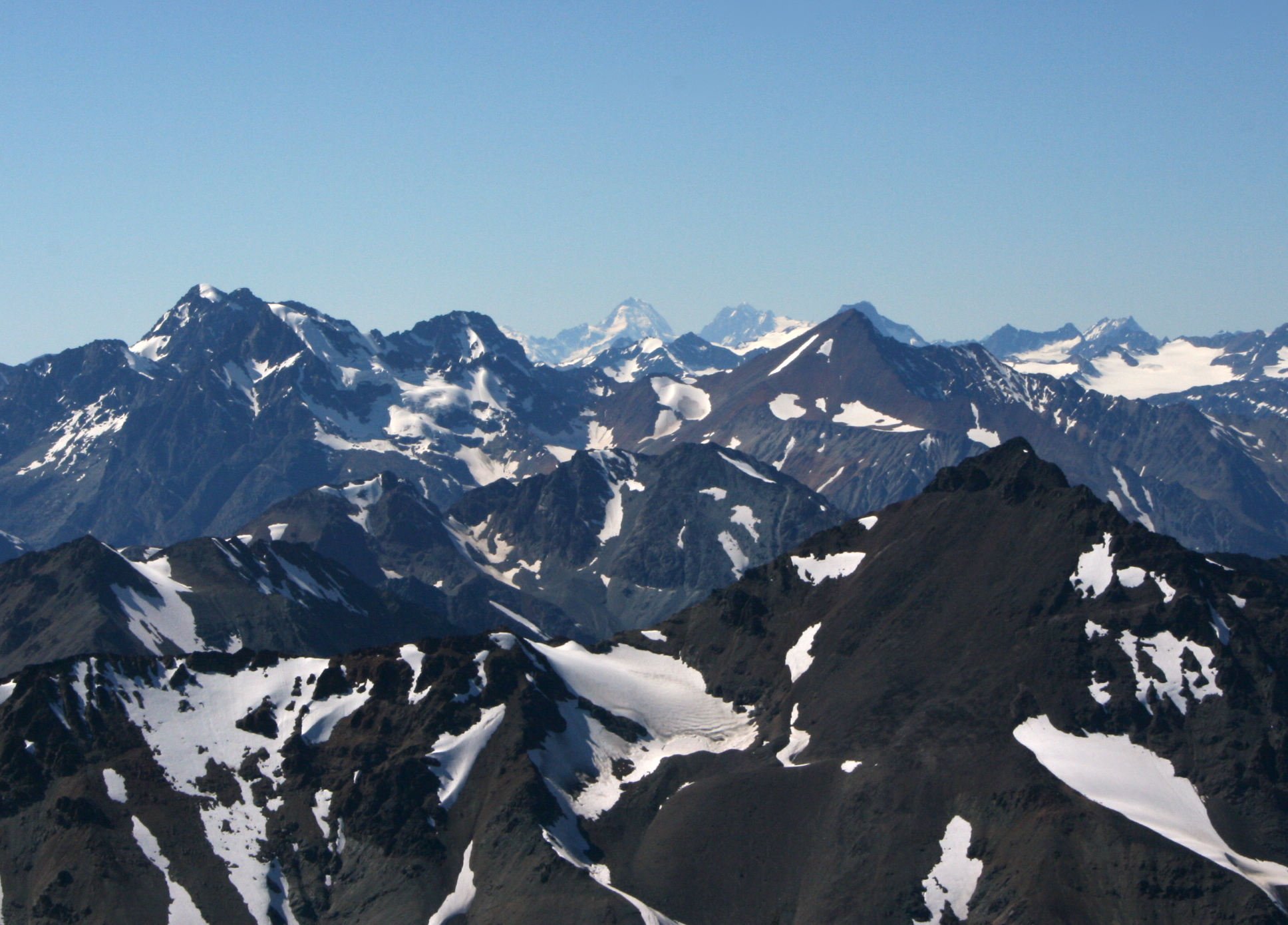
Chaînes côtières du Pacifique
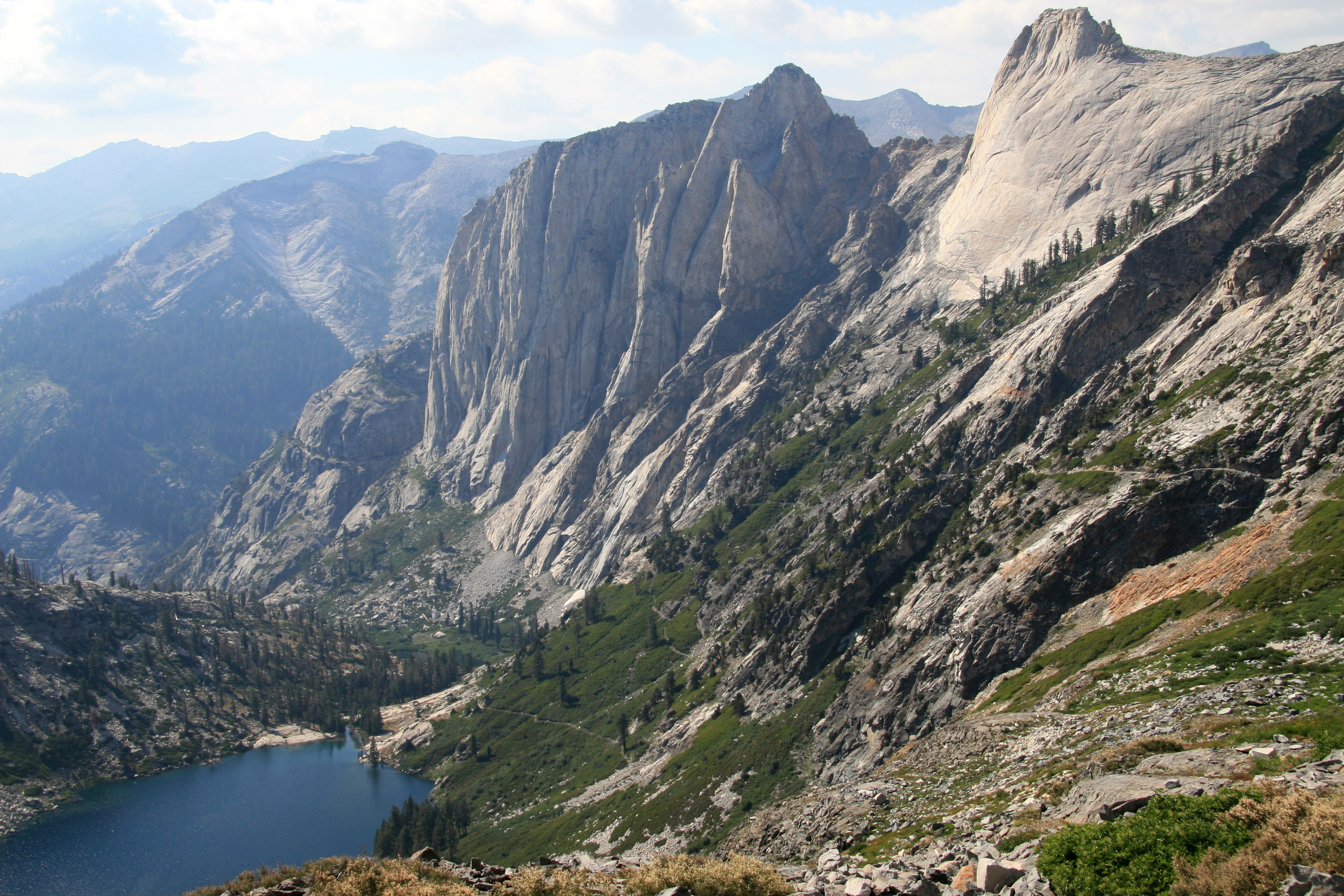
Sierra Nevada
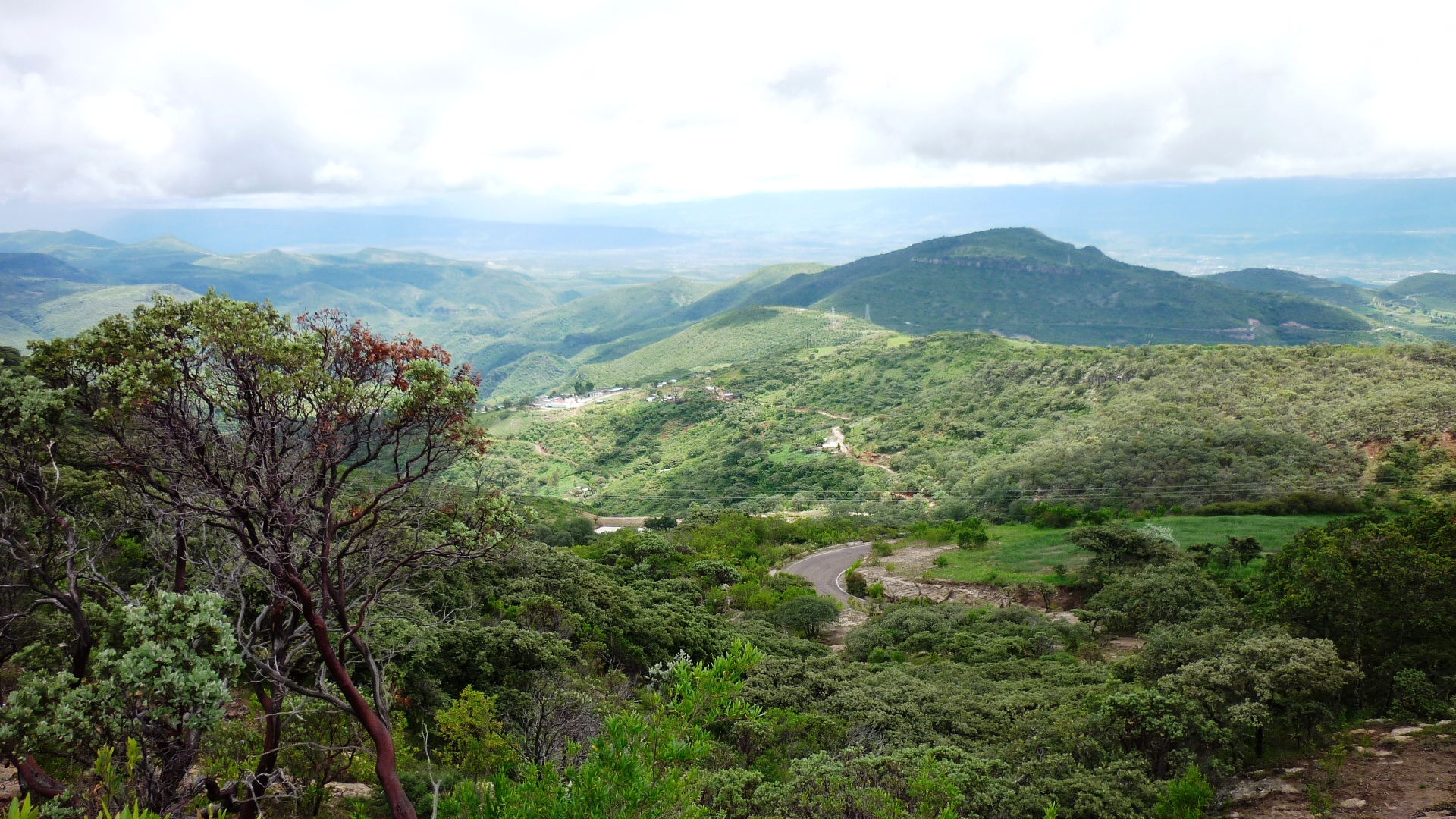
Sierra Madre occidentale
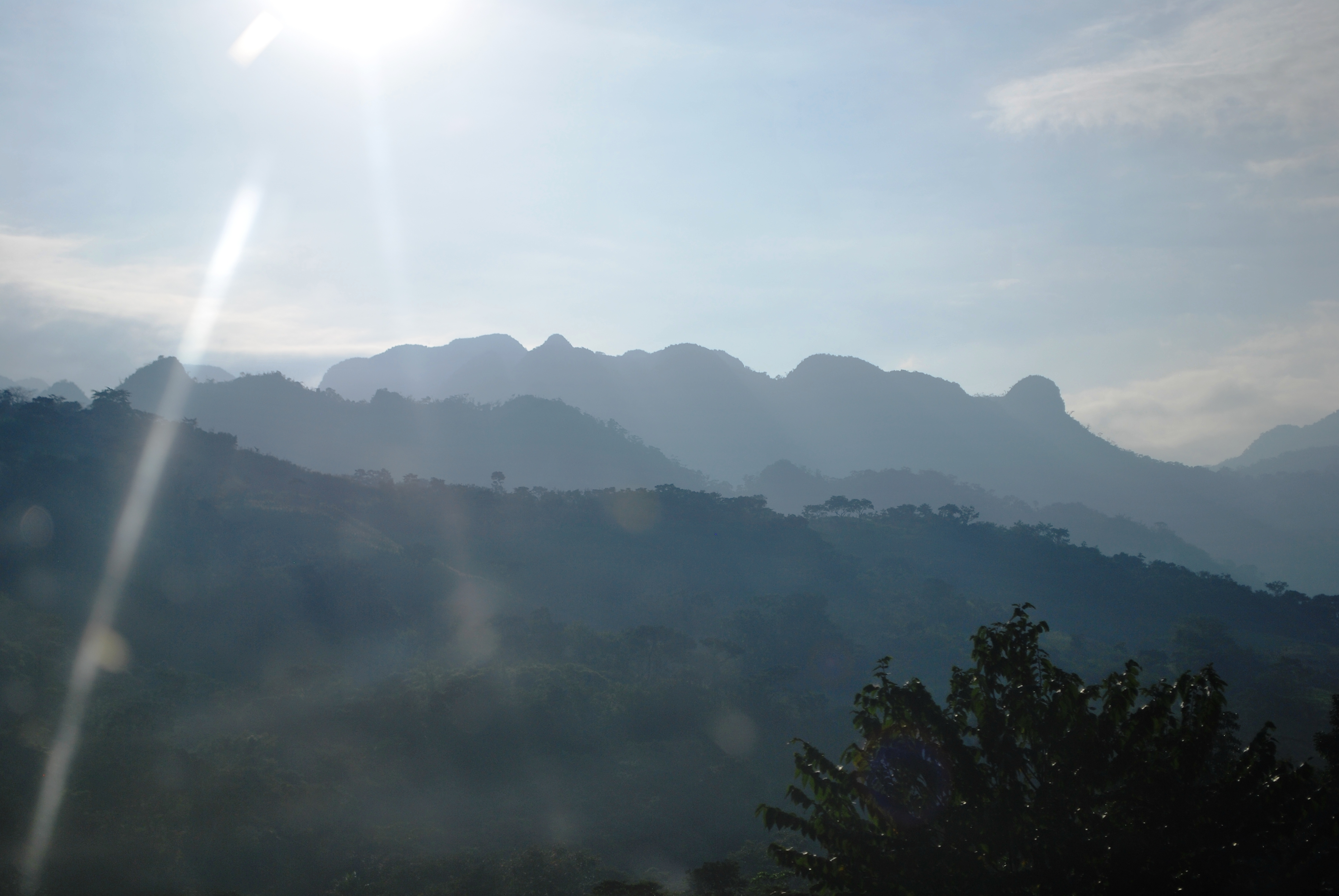
Sierra Madre de Chiapas
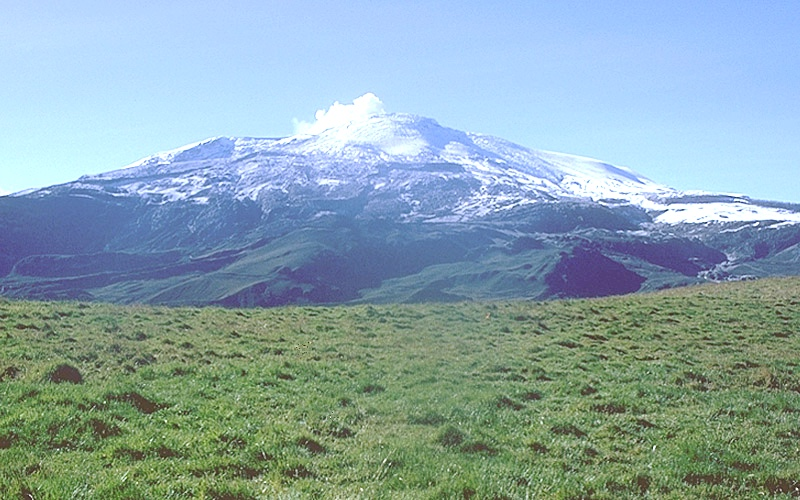
Cordillère Centrale
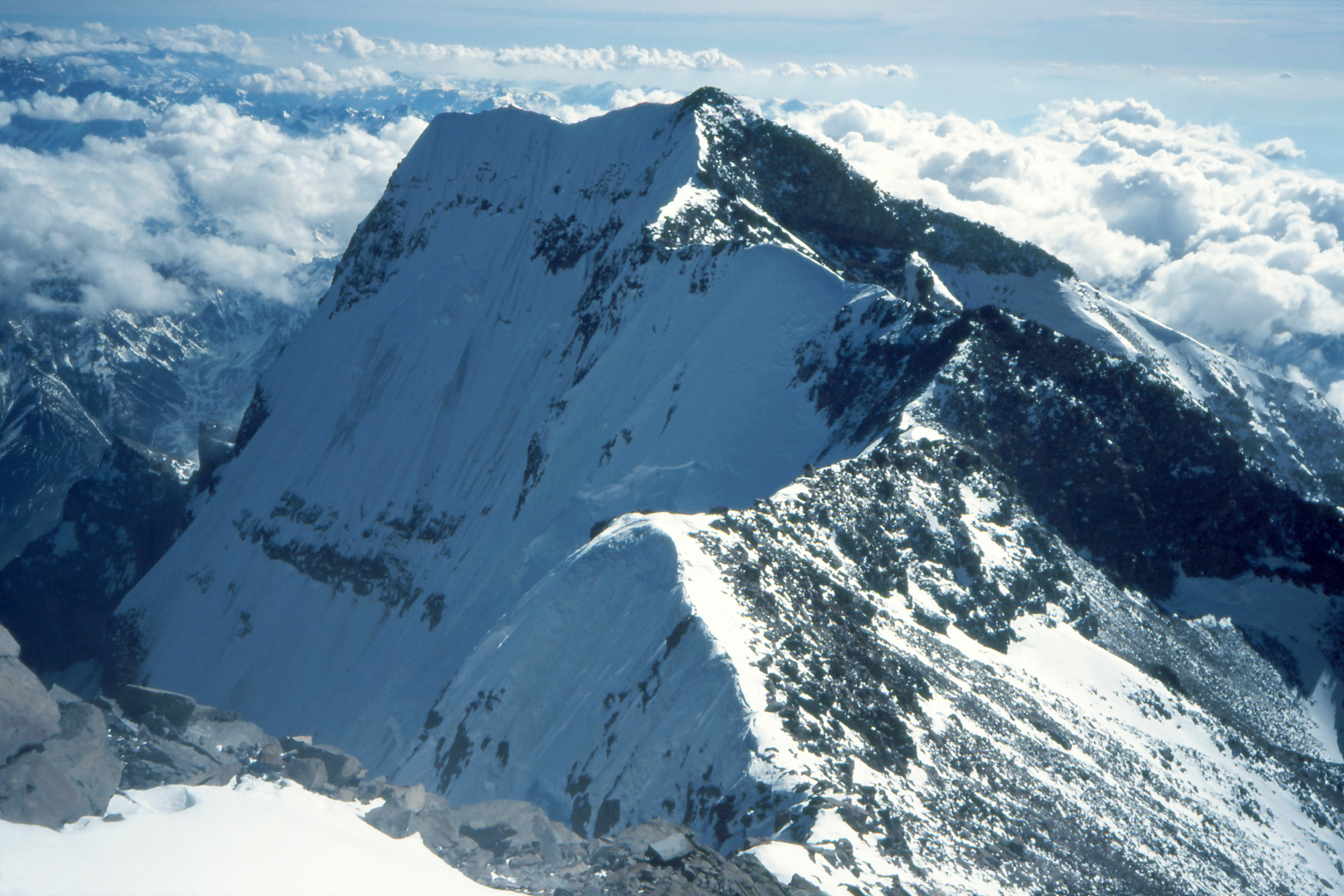
Cordillère des Andes
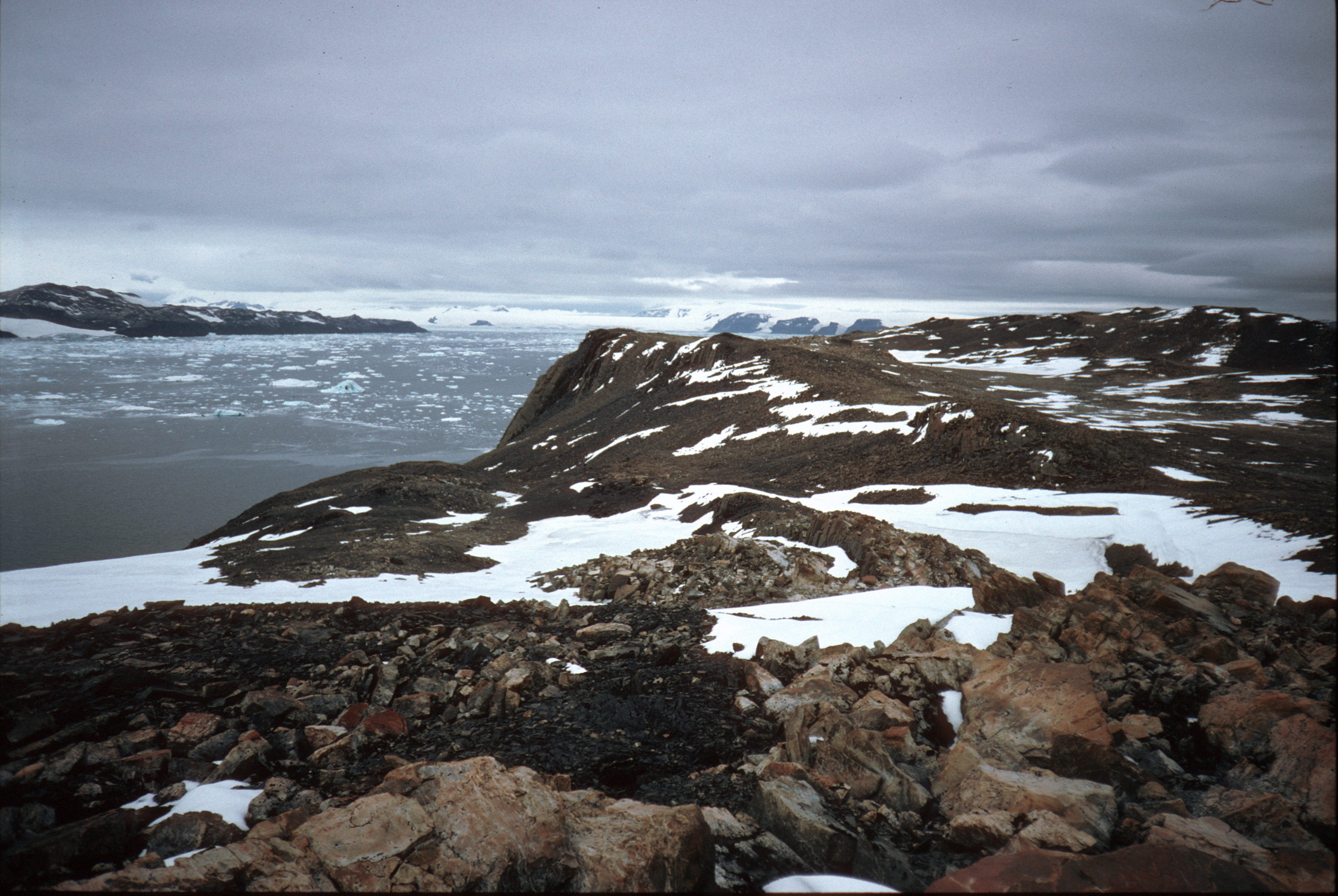
Terre de Graham